# Natura (filozofia)
Natura rozumiana jest w filozofii na kilka sposobów:
1. przyroda, świat materialny, uniwersum, kosmos, to co fizyczne, cielesne, materialne;
2. zespół cech konstytutywnych dla danego bytu, jego istota; zbiór własności pierwotnych i charakterystycznych dla obiektu
3. w tomizmie natura to istota jako podstawa działania;
4. konstytutywna, według R. Ingardena – jakość lub zespół jakości bezpośrednio i zupełnie kwalifikujący podmiot cech jakiegoś bytu w jego swoistości (w ujęciu A. B. Stępnia);
5. natura jako physis, pojęcie występujące w filozofii przedsokratejskiej. Pierwsze oznaczające to co staje się, a pod wpływem zmiany rozumienia physis przez Anaksymandra, gdzie zaczęło oznaczać to co było, co jest i co będzie. Początek rozumienia natury jako niezmiennej istoty.